# Franz Eduard Matras

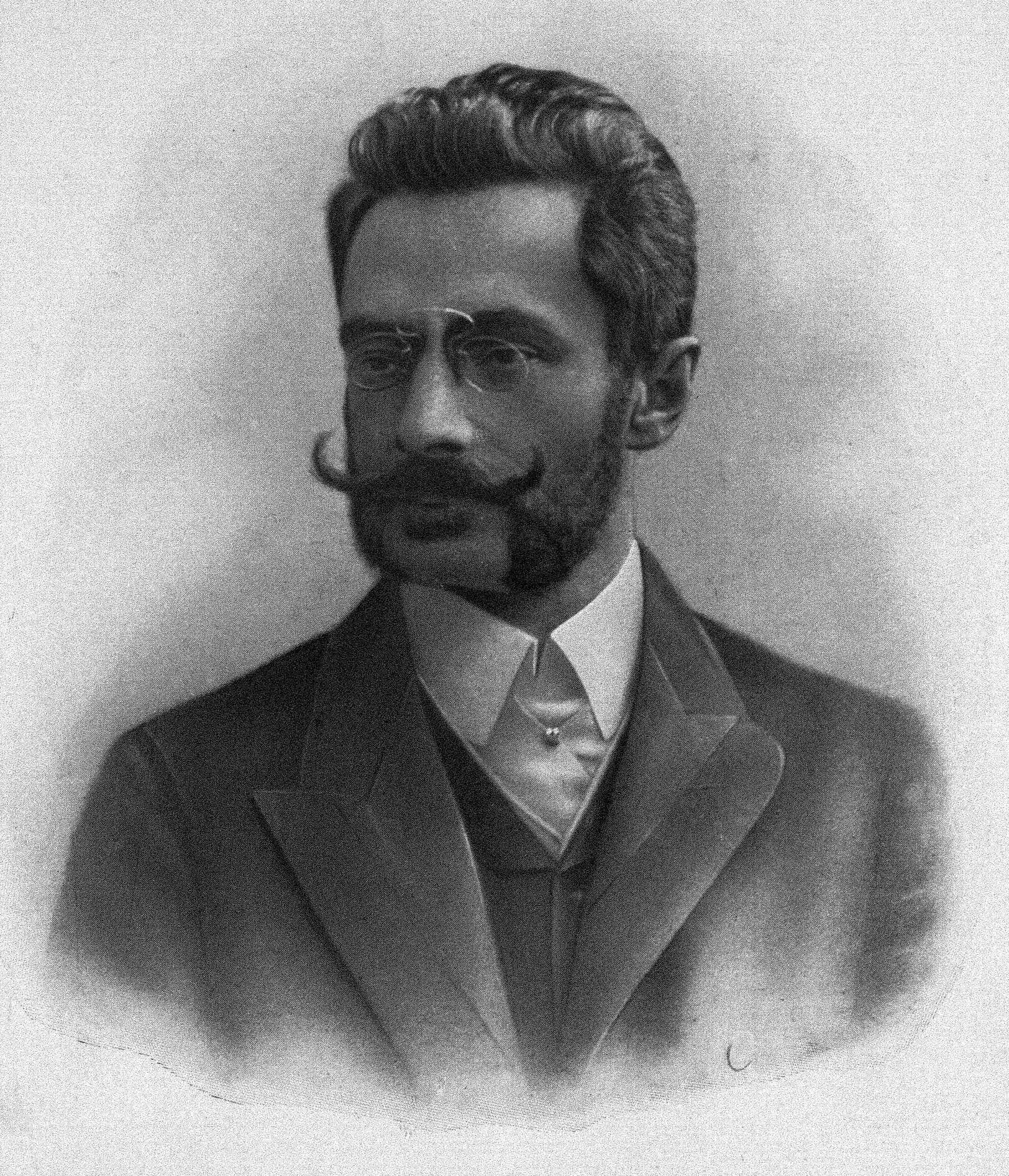
Franz Eduard Matras, um 1918

Franz Eduard Matras (* 21. August 1862 in Wien; † 21. Jänner 1945 bei einem Luftangriff ebenda) war ein österreichischer Sportfunktionär und Manager (Hutter & Schrantz Metallwarenfabrik).

## Sportfunktionär
Matras widmete sich in seiner Freizeit dem alpinen Vereinsleben, wo er ursprünglich der Alpinen Gesellschaft Enzian angehörte und sich später dem Österreichischen Touristenklub (ÖTK) zuwandte. Im ÖTK wirkte er zunächst in verschiedenen Arbeitskreisen, ab 1897 als Mitglied des Zentralausschusses, wo er zunächst Vizepräsident des Klubs und ab 1912 erster Klubpräsident wurde und diese Funktion bis 1939 innehatte.
In einer Audienz bei Kaiser Franz Joseph I. erreichte er den Fortbestand des Schutzhauses auf dem Gipfel des Hochkönigs in Salzburg. Der Thronfolger Erzherzog Franz Ferdinand wollte dieses wegen der Abrundung seines Jagdgebietes abtragen lassen.
1906 wurde er Mitglied des Österreichischen Alpenklubs sowie zahlreicher weiterer alpiner Körperschaften. Besonders umfangreich war sein Wirken als Präsident des ÖTK, wobei während seiner Amtszeit 1936 das Klubhaus in der Wiener Bäckerstraße Nummer 16 geschaffen wurde.

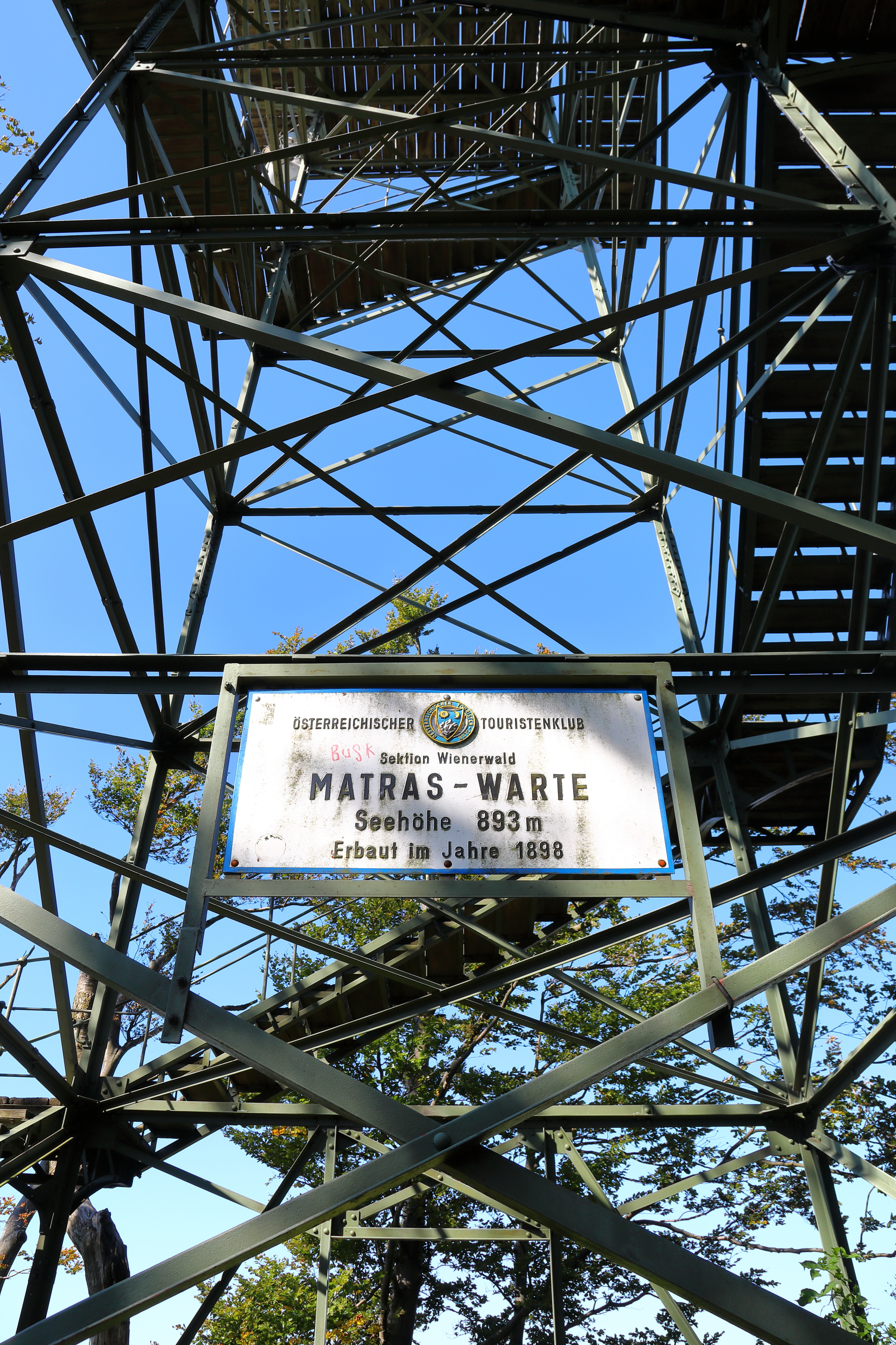
Die Matraswarte am Schöpfl, die anlässlich seines 70. Geburtstages ihm zur Ehre umbenannt wurde

Ab 1931 war er auch vierter Vorsitzender des DÖAV, nachdem sich der ÖTK diesem angeschlossen hatte. Er wurde am Wiener Zentralfriedhof bestattet. Das Grab ist bereits aufgelassen.

## Ehrungen
- Benennung des Schutzhauses auf dem Gipfel des Hochkönigs als Franz-Eduard-Matras-Haus (1932)
- Matrassteig in Neustadtl an der Donau zum Gipfelstein und zum Brandstetterkogel
- Matrassteig am Kieneck in den Gutensteiner Alpen
- Matraswarte am Schöpfl im Wienerwald (1932)
- Franz-Eduard-Matras-Gasse in Kagran (1969)